# Les Églisottes-et-Chalaures
Eglisottes-et-Chalaures – miejscowość i gmina we Francji, w regionie Nowa Akwitania, w departamencie Żyronda.
Według danych na rok 1990 gminę zamieszkiwało 1731 osób, a gęstość zaludnienia wynosiła 101 osób/km² (wśród 2290 gmin Akwitanii Eglisottes-et-Chalaures plasuje się na 241. miejscu pod względem liczby ludności, natomiast pod względem powierzchni na miejscu 649.).